# James Aurig

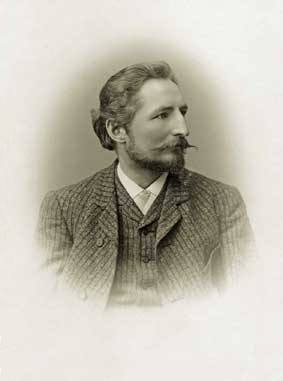
Selbstporträt um 1900

James Buchanan Aurig (* 28. August 1857 in Guben; † 19. Dezember 1935 in Dresden) war ein deutscher Fotograf.

## Leben
Aurig kam in Guben zur Welt. Er verlor schon früh seine Eltern und wuchs bei einer Pflegefamilie im Erzgebirge auf. Im Alter von 15 Jahren ging er als Fotografengehilfe nach Chemnitz. Um 1878 erhielt er eine Anstellung beim Fotografen Johannes Schumacher, der ein Atelier auf der Tolkewitzer Straße in Dresden hatte. Im selben Jahre heiratete Aurig Berta Alma, geb. Müller. Der Ehe entstammen fünf Kinder.

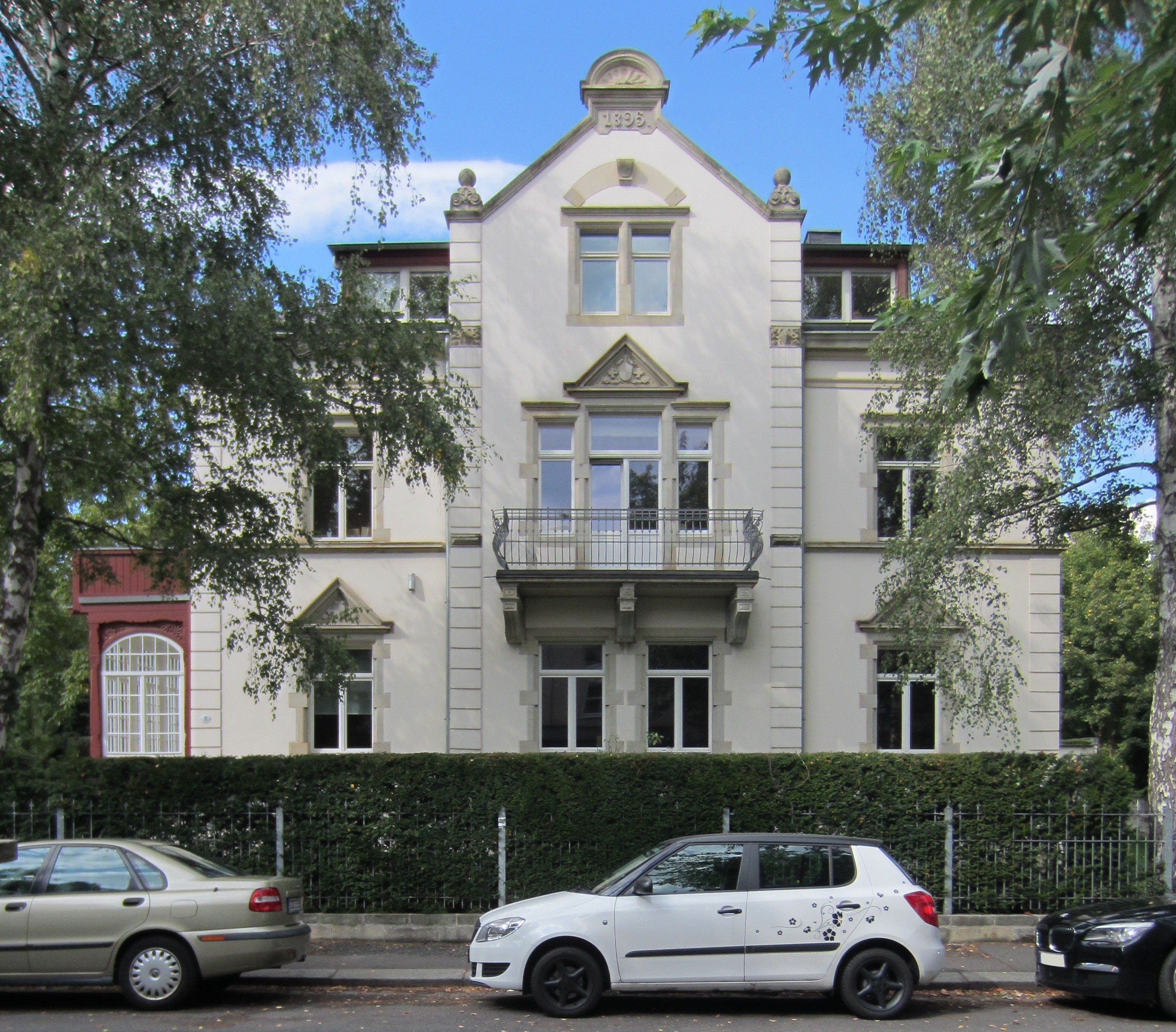
Aurigs denkmalgeschützte Villa in der Justinenstraße 2 (2012)

Nachdem Schuhmacher sein Geschäft aufgeben musste, arbeitete Aurig bei verschiedenen Fotografen unter anderem in Dresden und verdiente sein Geld zum Beispiel mit Bildretuschen. Er wurde schließlich von der Dresdner Lichtdruckanstalt  Römmler & Jonas angestellt und war auch noch für Emil Römmler tätig, nachdem er 1887 sein erstes „Photographisches Atelier“ in Johannstadt eröffnet hatte. In diese Zeit fallen vor allen Dingen Aufnahmen in Dresden und Berlin, aber auch Holland, Belgien und der Schweiz. Er eröffnete in Blasewitz zunächst ein Holzatelier und eine „Handlung Photographischer-Bedarfs-Artikel“ und ließ sich von 1894 bis 1895 von Karl Emil Scherz eine eigene Villa mit Tageslichtatelier auf der Hainstraße 14, der heutigen Justinenstraße 2, bauen. Hier fertigte er Porträtfotos, aber auch Hochzeitsfotografien an. Außerhalb seines Ateliers hielt Aurig vor allen Dingen aktuelle Ereignisse fotografisch fest.

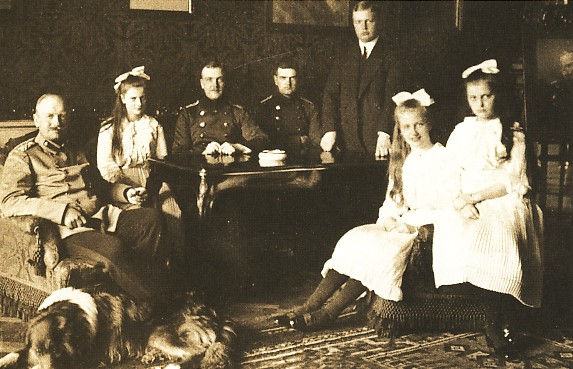
König Friedrich August III. mit seinen Kindern

Nach der Jahrhundertwende wandte er sich zunehmend dem Heimporträt zu, das heißt, er ging mit seiner Fotoausrüstung zu meist bekannten Persönlichkeiten der Stadt, um sie zu porträtieren. Ab 1908 zählte auch das Sächsische Königshaus zu seinen Kunden. Im Jahr 1911 verlieh ihm König Friedrich August III. den Titel des „Hofphotographen Seiner Majestät“.
Aurig verstarb 1935 im Dresdner Stadtteil Blasewitz und wurde im Familiengrab auf dem Urnenhain Tolkewitz beigesetzt.

## Wirken

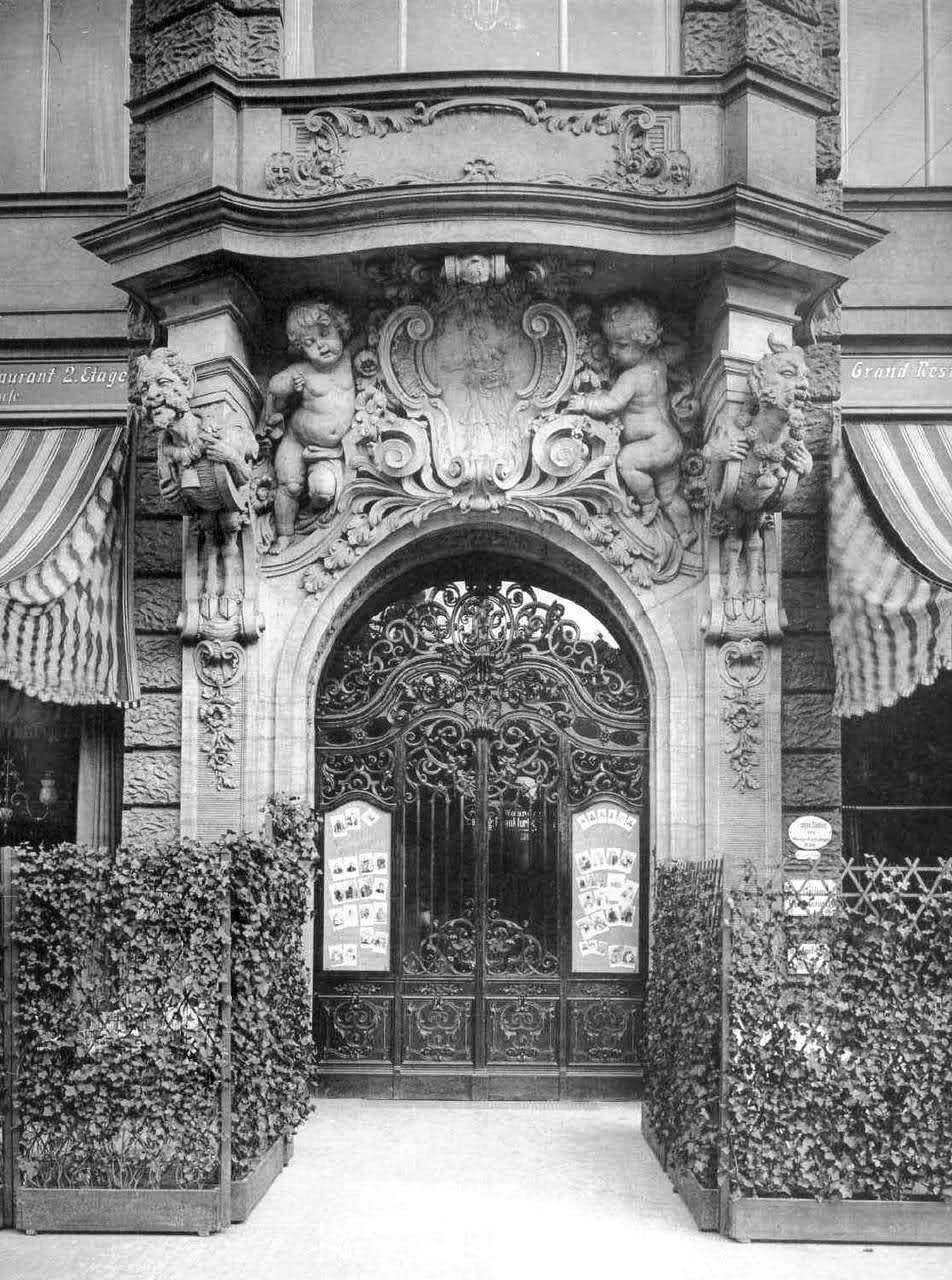
Eingang des Kaiserpalasts 1901

Aurig fotografierte nach seiner Niederlassung in Blasewitz vornehmlich in Dresden, insbesondere in den Villenvororten Blasewitz und Loschwitz. Er hielt in seinen Bildern tagesaktuelle Ereignisse fest, fertigte aber auch Architekturfotografien unter anderem von Dresdner Gebäuden und Blasewitzer Villenneubauten. Wie auch August Kotzsch hielt Aurig den Bau des Blauen Wunders fest. Dokumentarisch wertvoll sind vor allem die wenigen überlieferten Milieustudien Aurigs sowie Aufnahmen von kurz vor dem Abriss stehenden Gebäuden.
Aurig zählte zu den bedeutendsten Atelierfotografen im Dresdner Raum um 1900. Er schuf unter anderem Porträts von Politikern, Geistlichen und Professoren der Dresdner Hochschulen: „Bis zum Ausbruch des Ersten Weltkrieges ist James Aurig die erste Adresse für hochwertige Porträts“.